# 蒙特勒沃
蒙特勒沃（法語：Montrevault，法語發音：[mɔ̃tʁəvo] ⓘ）是法国曼恩-卢瓦尔省的一个旧市镇，属于绍莱区。2015年12月15日，蒙特勒沃和相邻的10个市镇合并为新市镇埃夫尔河畔蒙特勒沃（Montrevault-sur-Èvre），蒙特勒沃为政府驻地。

## 地理
蒙特勒沃（47°15'41"N, 1°2'43"W）面积2.66 平方千米，位于法国卢瓦尔河地区大区曼恩-卢瓦尔省，该省份为法国西部内陆省份，大致对应安茹地区，北起顺时针与马耶讷省、萨尔特省、安德尔-卢瓦尔省、维埃纳省、德塞夫勒省、旺代省、大西洋卢瓦尔省和伊勒-维莱讷省接壤。
蒙特勒沃的时区为UTC+01:00、UTC+02:00（夏令时）。

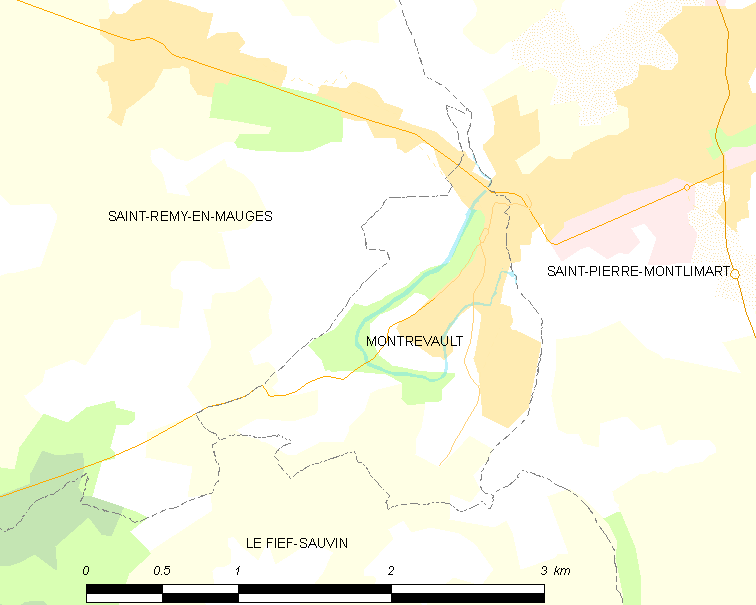
蒙特勒沃的OSM定位图

## 行政
蒙特勒沃的邮政编码为49110、49600、49270，INSEE市镇编码为49218。

## 政治
蒙特勒沃所属的省级选区为莫日地区博普雷欧县。

## 人口

1962-2008年间蒙特勒沃人口变化图示

蒙特勒沃于2018年1月1日时的人口数量为1240人。